# Gianfranco Trombetti
Gianfranco Trombetti (ur. 6 czerwca 1942 roku w San Severino Marche) – włoski kierowca wyścigowy.

## Kariera
Trombetti rozpoczął karierę w międzynarodowych wyścigach samochodowych w 1975 roku od startów w Europejskiej Formule 2. W późniejszych latach pojawiał się także w stawce Grand Prix Monza, World Sports-Prototype Championship, FIA Sportscar Championship oraz Italian Prototype Championship.
W Europejskiej Formule 2 Włoch startował w latach 1975-1978, 1980-1981. W pierwszym sezonie startów jazda z ekipą Scuderia Torino Corse w bolidzie March pozwoliła mu stanąć raz na podium. Uzbierane cztery punkty dały mu dziewiętnaste miejsce w końcowej klasyfikacji kierowców. Rok później wystartował w sześciu wyścigach, lecz nigdy nie zdobywał punktów. W 1977 roku zdobył jeden punkt. Dało mu to dwudziestą pozycję w klasyfikacji generalnej. W kolejnych latach startów nie zdobywał już punktów. W sezonie 1980 podczas wyścigu na torze Mugello Circuit zajął ósme miejsce. Ukończył sezon na 24. miejscu. Rok później był 35.